# Malugou Zhen
Malugou Zhen (kinesiska: 马鹿沟镇) är en köping i Kina. Den ligger i provinsen Jilin, i den nordöstra delen av landet, omkring 370 kilometer sydost om provinshuvudstaden Changchun. Antalet invånare är 8588. Befolkningen består av 4 112 kvinnor och 4 476 män. Barn under 15 år utgör 11,0 %, vuxna 15-64 år 78 %, och äldre över 65 år 9,0 %.
Genomsnittlig årsnederbörd är 1 068 millimeter. Den regnigaste månaden är juli, med i genomsnitt 287 mm nederbörd, och den torraste är januari, med 17 mm nederbörd.